# Leandro Aguirre
Leandro Damián Aguirre (Rosario, Provincia de Santa Fe, Argentina; 8 de febrero de 1989) es un futbolista argentino. Juega de defensa o mediocampista y su equipo actual es Marsaxlokk que disputa la Premier League de Malta.

## Trayectoria
Sus comienzos como jugador profesional fueron en las divisiones inferiores de Boca Juniors, durante los años 2001 y 2008. Posteriormente pasa a integrar el plantel de primera división, en 2009. 
En julio de 2011, pasó a préstamo a Aldosivi por un año, y estuvo bajo la conducción del debutante entrenador Andrés Yllana y posterior conducción de Fernando Quiroz. En julio de 2012, rescindió su contrato con Boca y volvió a sumarse a Aldosivi.

## Clubes
| Club                    | País      | Año       |
| ----------------------- | --------- | --------- |
| Boca Juniors            | Argentina | 2009-2010 |
| Nacional                | Uruguay   | 2010      |
| Ben Hur                 | Argentina | 2010-2011 |
| Aldosivi                | Argentina | 2011-2014 |
| Independiente Rivadavia | Argentina | 2014-2016 |
| Valletta FC             | Malta     | 2016-2017 |
| Gimnasia de Mendoza     | Argentina | 2017-2020 |
| Valletta FC             | Malta     | 2020-2021 |
| Birkirkara FC           | Malta     | 2021-2022 |
| Marsaxlokk              | Malta     | 2022-Act. |

## Palmarés

### Campeonatos nacionales
| Título    | Club        | País  | Año  |
| --------- | ----------- | ----- | ---- |
| Supercopa | Valletta FC | Malta | 2016 |

#### Otros logros
|                                                                                           |
| - Ascenso a la Primera B Nacional con Gimnasia de Mendoza en el Torneo Federal A 2017-18. |